# Йоланда Фландърска
Йоланда Фландърска (на френски: Yolande de Hainaut; * 1175, † 1219) е латинска императрица на Константинопол, съпруга на император Пиер дьо Куртене, от чието име управлява самостоятелно от 1217 до 1219 г.

## Произход
Йоаланда е дъщеря на Балдуин V от Дом Фландрия, граф на Ено, и графиня Маргарета I Елзаска (Маргарета I Фландърска) от Дом Шатеноа. Тя е сестра на латинските императори Балдуин I и Хенрих Фландърски и Йосташ Фландърски, регент на Солунското кралство.

## Латинска императрица
След смъртта на брат ѝ Хенрих през 1216 г. в Латинската империя настъпва кратък период на безвластие, завършил с избора на Пиер дьо Куртене за император на Константинопол. Пиер изпраща в Константинопол съпругата си Йоланда, тъй като той бил зает с война срещу Епирското деспотство. Войната завършва злополучно за императора, който е пленен и вероятно убит от Теодор Комнин. Тъй като в Константинопол бароните не знаели нищо за съдбата на императора, от негово име като регент започва да управлява Йоланда.
Императрицата се съюзява с българите, заедно с които води борба срещу няколкото ромейски държавици, изникнали след унищжаването на Византия през 1204 г. Освен това Йоаланда продължава примирието с Никейската империя, омъжвайки през 1219 г. една от дъщерите си за император Теодор I Ласкарис.
Йоланда притежава също Графство Намюр, което наследила през 1212 г. от Филип от Намюр.
Императрицата умира през 1219 г. и е наследена от втория си син Робер дьо Куртене, тъй като най-големият ѝ син отказал да заеме престола.

## Деца
Йоланда и Пиер дьо Куртене имат общо десет деца:
- Филип II († 1226), маркграф на Намюр
- император Робер дьо Куртене († 1228)
- Анри II († 1229), маркграф на Намюр
- император Балдуин II († 1273)
- Маргьорит дьо Куртене-Намюр († 1270), маркграфиня на Намюр, графиня на Вианден
- Елисавета дьо Куртене, българска царица, съпруга на цар Борил
- Йоланда дьо Куртене (1200 – 1233), омъжена за унгарския крал Андраш II
- Елеонора
- Мария дьо Куртене, омъжена за никейския император Теодор I Ласкарис
- Агнес дьо Куртене, омъжена за Жофроа II дьо Вилардуен, княз на Ахея.